# Cự Giải (chiêm tinh)
Cự Giải (tiếng Anh: Cancer, ký hiệu: ♋︎), hay còn gọi là Bắc Giải, là cung hoàng đạo thứ tư trong vòng tròn Hoàng Đạo, nằm giữa độ thứ 90 và 120 của kinh độ thiên thể. Biểu tượng của cung này là con cua lớn. Cự Giải thuộc nguyên tố Nước (cùng với Bọ Cạp và Song Ngư) và là một trong 4 cung Thống lĩnh (cùng với Dương Cưu, Thiên Xứng và Ngư Dương).
Chủ tinh của Cự Giải là Mặt Trăng. Đối đỉnh với Ngư Dương trong vòng tròn Hoàng Đạo. Từ khóa: Bảo vệ an toàn, tự vệ, nhạy cảm, xúc động, trầm tư, việc nhà, gia đình, người mẹ.

## Vị trí
Chòm sao Cự Giải, tên Latinh là Cancer, biểu tượng là một chòm sao nhỏ và khá đặc sắc trong số các chòm sao hoàng đạo. Nó nằm cạnh chòm sao Song Tử về phía tây, kề với chòm sao Sư Tử ở phía đông, liền với chòm Thiên Miêu phía bắc, giáp với Tiểu Khuyển và Trường Xà ở phía nam.

## Truyền thuyết
Con cua trong chòm sao Cự Giải vốn là bạn của quái vật mãng xà Hydra. Câu chuyện về chú cua này xuất hiện trong truyền thuyết về mười hai kì công của Hercules. Thời kỳ chàng phải làm nô lệ cho Eurystheus, vì phạm tội giết vợ con mình trong một cơn điên do nữ thần Hera gây nên. Lần này Hercules buộc phải xóa sổ mãng xà Hydra ở vùng Lerna. Vào lúc quái vật có nhiều đầu Hydra xông tới và quấn lấy Hercules, lần lượt từng cái đầu ghê sợ ấy bị Hercules chém cụt cho đến khi không còn cái đầu nào, đối với Hydra, tình thế thật là thê thảm. Nhìn người bạn của mình liều lĩnh mãi trong tuyệt vọng, chú cua bật khóc "Bạn Hydra của ta khổ quá!" và gan góc dùng những chiếc càng tấn công Hercules. Nhưng trước người anh hùng vĩ đại nhất của thần thoại Hy Lạp, chẳng có cơ hội nào cho chú cua cả, và chú bị tiêu diệt ngay lập tức. Nhìn thấy tình bạn này, các vị thần rất cảm động và đã đưa cả ba nhân vật này lên thành một chòm sao trên thiên đàng.

## Các bài liên quan
- Cung chiêm tinh
- Cự Giải (chòm sao)